# Migoidea
Migoidea es una superfamilia de arañas Migalomorfas, constituida por dos familias:
- Migidae: 10 géneros, 91 especies
- Actinopodidae: 3 géneros, 40 especies